# Paškal Vujičić
Paškal Vujičić (Glavina, 1826. – Imotski, 18. ožujka 1888.) bio je hrvatski katolički prelat, biskup i posljednji apostolski vikar u Bosni.

## Životopis
Rođen je 1826. godine u selu Glavini kraj Imotskog. Imao je strica svećenika, župnika u Retkovcima u Slavoniji, koji ga je kao dječaka uzeo k sebi te školovao. Gimnaziju je završio u Vinkovcima. U novicijat franjevačke provincije Bosne Srebrene je stupio u Fojnici 1841. godine. Nakon toga je poslan u Mađarsku na studij filozofije te u Veneciju na studij teologije. Tamo je postigao naslov lector generalis. Zatim je predavao na generalnom franjevačkom učilištu u Veneciji te je prešao u venecijansku franjevačku provinciju. Godine 1858. imenovan je pulatskim biskupom u Albaniji. Za biskupa ga je zaredio Angelo Ramazzotti u Veneciji, 25. srpnja 1858. godine.
Godine 1860. imenovan je apostolskim vikarom za misijsko područje središnje Afrike sa sjedištem u Aleksandriji.
Tada je na izgradnji Sueskoga kanala sudjelovalo oko 3.000 radnika iz Dalmacije. Vujčić im je za tu prigodu doveo bosanskog franjevca Iliju Tvrtkovića-Škorića, koji se smatra prvim misionarom među hrvatskim radnicima na privremenom radu u inozemstvu. Sam je Vučić blagoslovio radove na tom kanalu.
Nakon što ga je Sveta Stolica imenovala za apostolskoga vikara u Bosni Vujčić se najprije na ponuđenoj službi zahvalio, ali je ipak 1866. godine prihvatio službu. Godine 1872. zatražio je ponovno primanje u provinciju Bosne Srebrene što je i učinjeno. Sudjelovao je na Prvom vatikanskom saboru.
Zbog suradnje s autougarskim vlastima muslimani su mu zapalili rezidenciju u Brestovskom. Nakon što se privremeno smjestio u Fojnicu i Sutjesku, preselio se u Sarajevo. Tamo mu je kuća izgorila te se nastanio zajedno sa župnikom u muslimansku kuću pod najmom. Zatim je preselio u drveni čardak na Barama kod Sarajeva i tu je ostao do kraja službe. Zatim se nastanio u samostanu u Livnu. Preselio se pred kraj života, 1886. godine, u samostan u Imotskom gdje je umro 18. ožujka 1888. godine.
Za vrijeme nejgove službe u Bosni podignuto je 40 crkava, otvoreno 20 novih škola te osnovane 22 župe. Nakon smrti je ostavio 32.700 forinti za izgradnju sjemeništa u Visokom te 90.000 forinti za gradnju katedrale u Sarajevu.

### Knjige
- Gavran, Ignacije. 1988. Putovi i putokazi. Svjetlo riječi. Sarajevo.

### Mrežna sjedišta
- Bishop Paškal Vujičić (Vujcic), O.F.M. Obs. †. www.catholic-hierarchy.org (engleski). Pristupljeno 19. lipnja 2025.
- Barun, Anđelko. 2022. Apostolski vikar Paškal Vujčić. Svjetlo riječi. Sarajevo.  journal zahtijeva |journal= (pomoć)

## Vanjske poveznice
Ostali projekti
|  | Wikicitati imaju zbirke citata o temi Paškal Vujičić |